# 官庄镇 (靖安县)
官庄镇，原称罗湾乡，是中华人民共和国江西省宜春市靖安县下辖的一个乡镇级行政单位。
2021年7月9日，根据《江西省民政厅关于同意靖安县罗湾乡行政区划调整的批复》（赣民函[2021]40号），撤销靖安县罗湾乡，设立官庄镇，以原罗湾乡行政区域为官庄镇行政区域，官庄镇行政区划代码为360925105，官庄镇人民政府驻地由南村村中村组1号迁移至桥下村官庄街1号。

## 行政区划
官庄镇下辖以下地区：
龙湾社区、南村、龙岗村、楼前村、塘埠村、官庄村、桥下村、哨前村、石境村、双溪村、合洞村、北港村、南山采育林场生活区和北港林场生活区。